# Salyan (Distrikt)
Der Distrikt Salyan (Nepali सल्यान जिल्ला Salyān Jillā) ist einer von 77 Distrikten in Nepal und gehört seit der Verfassung von 2015 zur Provinz Karnali.

## Einwohner
Bei der Volkszählung 2001 hatte er 213.500 Einwohner; 2011 waren es 241.716. Verwaltungssitz ist Khalanga (auch Salyan Khalanga), Hauptort der Stadt Sharada.

## Verwaltungsgliederung
Städte im Distrikt Salyan:
- Bagchaur
- Sharada
- Bangad Kupinde

Gaunpalikas (Landgemeinden):
- Kalimati
- Tribeni
- Kapurkot
- Chatreshwari
- Dhorchaur
- Kumakhmalika
- Darma